# Афанасово (Киржачский район)
Афана́сово — деревня в Киржачском районе Владимирской области России, входит в состав Кипревского сельского поселения. 

## История
В XIX — начале XX века деревня входила в состав Жердевской волости Покровского уезда, с 1926 года — в составе Киржачской волости Александровского уезда. В 1859 году в деревне числилось 63 двора, в 1905 году — 92 двора, в 1926 году — 39 дворов.
С 1882 года в деревне располагалось заведение для размотки шёлка крестьянина Михея Иванова. По данным на 1900 год в заведении работало 7 рабочих.
С 1929 года деревня являлась центром Афаносовского сельсовета Киржачского района, с 2005 года — в составе Кипревского сельского поселения.
До 2016 года в деревне действовала Афанасовская основная общеобразовательная школа.

## Население
| 1859 | 1905 | 1926 | 2002 | 2010 | 2021 |
| ---- | ---- | ---- | ---- | ---- | ---- |
| 396  | ↗475 | ↘343 | ↘336 | ↗368 | ↘303 |

## Инфраструктура
В деревне находятся Дом культуры, детский сад, фельдшерско-акушерский пункт, отделение почтовой связи, памятник погибшим в Великую Отечественную войну.